# Pomnik Bartosza Głowackiego w Janowiczkach
Pomnik Bartosza Głowackiego w Janowiczkach – pomnik z brązu autorstwa Mariana Koniecznego odsłonięty 22 maja 1994 roku w Janowiczkach przez ówczesnego premiera Waldemara Pawlaka, w dwusetną rocznicę bitwy pod Racławicami – zwycięstwa wojsk polskich pod dowództwem naczelnika Tadeusza Kościuszki z wojskami rosyjskimi, pod dowództwem generała Aleksandra Tormasowa w czasie insurekcji kościuszkowskiej.
Pomnik o wysokości 10,5 m przedstawia uczestnika bitwy pod Racławicami Bartosza Głowackiego z czapką w prawej i kosą bojową w lewej dłoni stojącego na rosyjskiej armacie. Jego lewa noga wysunięta jest do przodu w celu nadepnięcia na dwugłowego czarnego orła – herb Rosji.